# Магия дружбы
«Магия дружбы» (англ. Friendship Is Magic) — название эпизода из двух частей, соответствующего первому и второму эпизодам первого сезона мультсериала «Дружба — это чудо». Эпизоды были написаны создательницей мультсериала Лорен Фауст и сняты руководящим режиссёром Джейсоном Тиссеном и были выпущены отдельно 10 октября 2010 года и 22 октября 2010 года в США и 2 января 2012 года и 3 января 2012 года в России. Эпизоды рассказывают о Сумеречной Искорке, прилежной и антиобщественной единорожке, которая неохотно отправляется в город Понивилль по настоянию своей наставницы, принцессы Селестии. Там она знакомится с пятью пони — Эпплджек, Радугой Дэш, Рарити, Флаттершай и Пинки Пай. В Понивилле Искорка слишком сосредоточена на попытке предотвратить исполнение древнего пророчества о возвращении Лунной пони, которая была заточена внутри Луны 1000 лет назад и вернётся в «самый длинный день за четыре тысячи лет». Эпизоды получили положительные отзывы критиков, которые высоко оценили кульминацию и оспаривание гендерных стереотипов.

## Сюжет

### Часть первая

#### Пролог
Давным-давно волшебной страной Эквестрией правили две сестры. Вместе они создали гармонию во всем королевстве. Старшая сестра использовала свой волшебный рог, чтобы солнце поднималось каждое утро, а младшая сестра заботилась о том, чтобы ночью сияла луна. Только так сёстры могли сохранять гармонию в своей стране между всеми пони. Но со временем младшая стала меняться. Благодаря заботе старшей сестры, пони веселились на лугах в течение всего дня. Однажды после длинной лунной ночи, младшая сестра отказалась уступать место Солнцу. Старшая сестра пыталась вразумить младшую, но та не поддавалась на уговоры: её поглотила тёмная сторона Луны, она грозилась что мир погрязнет в вечной темноте и мраке. Чтобы спасти волшебную страну, старшая сестра использовала самую могущественную силу: магию элементов гармонии. Она защитила не только младшую сестру, но и всю страну. Отныне, старшая сестра стала заботиться и о Луне. В стране Эквестрии вновь воцарилась гармония на века.

#### Учёба в Кантерлоте
Сумеречная Искорка, пони-единорог, читая книгу об элементах гармонии и Лунной пони, сомневается в том, что она знает об элементах гармонии, поэтому решает узнать о них и Лунной пони. По пути она сталкивается с троицей пони, Лемон Хартс, Твинклшайн и Менуэтт, которые останавливают её и приглашают на вечеринку Мунденсер. Искорка вежливо отклоняет приглашение под предлогом посещения учёбы, а затем убегает, побуждая Твинклшайн сделать вывод, что Искорка предпочитает книги друзьям. Искорка продолжает бежать через Кантерлот, минуя Лиру Хартстрингс и Аметист Стар, а также пони-единорогов, которые машут ей, и Искорка не смотрит. Через некоторое время Искорка открывает дверь и случайно врезается в Спайка, маленького дракончика-помощника Искорки. Подарок Спайка для Мунденсер был насажен на его хвост. Она говорит Спайку найти книгу «Старые копии предсказаний», которую Спайк находит, и Искорка ловит её своей магией. Она говорит, что Лунная пони выйдет на свободу в самый длинный день за четыре тысячи лет, а звёзды отпустят её и принесут вечную ночь. Из этой информации Искорка делает вывод, что Луна и Лунная пони — одна и та же пони. Она просит Спайка написать принцессе Селестии письмо с предупреждением о возвращении Лунной пони. Когда Искорка просит Спайка отправить ей письмо, он упоминает, что принцесса занята подготовкой к «летнему празднику Солнца», который состоится послезавтра. Искорка отвечает, говоря, что тогда Солнце взойдет в четырёхтысячный раз, и принцесса должна быть проинформирована немедленно. После короткого разговора между ними Спайк извергает зелёный огонь, и письмо материализуется, и Спайк читает его для неё. Письмо звучит так:

Моя преданная ученица, Искорка. Ты прекрасно знаешь насколько сильно я ценю тебя и доверяю тебе ...но тебе пора прекратить читать эти старые книжки.

#### Встреча с пони в Понивилле
Сумеречная Искорка и Спайк переносятся из Кантерлота в Понивилль с заданием, которое Селестия оставляет для Искорки, всё ещё упоминаемым в письме, где говорится:

Моя дорогая Искорка, в жизни молодой пони есть много радостей, помимо чтения книг. Поэтому я назначаю тебя ответственной за проведение праздника Солнца в этом году. Место проведения торжества - Понивилль. И у меня для тебя очень важное задание: найти друзей.
Искорка недовольна от этой идеи, и Спайк пытается подбодрить её, говоря, что они снова остановятся в библиотеке. Она говорит, что проверит подготовку к празднованию, а затем вернётся в библиотеку, чтобы узнать о элементах и Лунной пони. Вскоре после приземления Спайк говорит Искорке попытаться подружиться, чтобы они могли говорить о том, что их интересует. К ним приближается розовая пони с розовой гривой и хвостом, и к тому времени, когда Искорка заканчивает приветствовать её, она с удивлением подпрыгивает от испуга и оставляет облако пыли в форме своего силуэта.

#### Встреча с Эпплджек
Искорка и Спайк прибывают на ферму Яблочная Аллея, где встречают Эпплджек, которая пинает дерево, чтобы собрать свои яблоки. Она энергично трясет копыто Искорки, и когда она слышит, что Искорка присматривает за приготовлениями, она предлагает ей отведать немного еды. Эпплджек звенит ржавым треугольником и созывает свою большую семью, в которую входят её старший брат Большой Макинтош, младшая сестра Эппл Блум и Бабуля Смит. Искорка рада видеть, что ситуация с едой решается очень хорошо, и вежливо говорит, что продолжит свой путь. Затем Эппл Блум предлагает ей остаться ещё немного на обед, но разочарованная реакция всей семьи Эппл заставляет её неохотно передумать.
Личность: Эпплджек — оранжевая земная пони со светло-оранжевыми гривой и хвостом и знаком отличия в виде трёх красных яблок. Она живёт на ферме со своей бабушкой, братом Большим Маки и сестрой Эппл Блум.

#### Встреча с Радугой Дэш
Спайк идёт по дорожке, а Сумеречная Искорка следует за ним на сытый желудок, говоря, что съела слишком много пирога. Спайк упоминает пони-пегаса по имени Радуга Дэш, которая должна отвечать за очистку неба, но после беглого взгляда Искорка в шутку говорит, что у неё не очень хорошо получается. Радуга случайно врезается в Искорку, отправляя их обоих в грязную лужу. Она смеётся и извиняется, затем приносит облако воды, чтобы смыть Искорку. Дождь заливает Искорку водой, и попытки Радуги высушить её небольшим торнадо заставляют гриву Искорки виться. Дэш и Спайк падают на землю, смеясь при виде Искорки. Искорка заключает, что пони-пегас — это Радуга Дэш, и представляется, говоря, что она здесь, чтобы узнать погоду. Дэш небрежно пожимает плечами, сообщая Искорке, что она планирует подняться на уровень и быть с Чудо-молниями, пилотажной группой. Искорка не верит ей, бросая вызов Дэш, чтобы продемонстрировать свои воздушные способности, и Искорка поражена её скоростью и ловкостью. Радуга Дэш говорит, что она может очистить небо за «ровно десять секунд», и ровно десять секунд проходит между «Докажи!» Искорки и исчезновением последнего облака. Дэш смеётся и предлагает ему как-нибудь провести ещё немного времени с Искоркой, после чего улетает.
Личность: Радуга Дэш — небесно-голубая пегаска с радужными гривой и хвостом, а также знаком отличия в виде облака и падающего с него радужного луча. Она живёт одна в доме, сделанном из облаков, и время от времени выходит на улицу, чтобы почистить или поместить облака в небе.

#### Встреча с Рарити
Внутри павильона Спайк в изумлении говорит «прекрасно!», и Искорка соглашается с декорациями, но Спайк говорит, что он имел в виду не декорации, а пони-единорога, отвечающей за оформление, Рарити, которая заставляет Спайка влюбиться в неё. Искорка приветствует Рарити, и Рарити отвечает, но, увидев её с кудрявой гривой, выводит её из магазина, чтобы сделать ей макияж. Как только Рарити спрашивает её, откуда она, и Искорка отвечает, что она из Кантерлота, Рарити рада встрече с кантерлотской пони и говорит ей, что они будут хорошими друзьями. Когда Рарити приходит в поисках другого украшения для платья Искорки, Искорка убегает.
Личность: Рарити — белый единорог с фиолетовыми гривой и хвостом и знаком отличия в виде трёх голубых бриллиантов, она живёт в самом большом доме в Понивилле, она самая красивая в Понивилле, и Спайк влюблен в неё.

#### Встреча с Флаттершай
Спайк продолжает говорить о Рарити, но Искорка говорит ему, что дальше нужно проверить статус празднования, Спайк говорит ей, что она должна осмотреть музыку, и это последнее, что она должна проверять. Хор птиц слышен на небольшом расстоянии, поэтому Спайк и Искорка исследуют состояние музыки из кустов. Жёлтая пегаска с розовой гривой, которую вскоре опознают как Флаттершай, дирижирует птичьим хором, тихо и вежливо сообщая одной из птиц, что она «звучит не совсем складно». Искорка представляется громким «Привет!», отчего птицы улетают. Искорка извиняется за то, что напугала птиц, и хвалит Флаттершай музыку, но Флаттершай застенчиво смотрит в землю и ничего не говорит. Искорка пытается нарушить неловкое молчание, называя Флаттершай свое имя и спрашивая её имя, но её ответы очень спокойны и застенчивы. После ещё одной неловкой паузы Искорка нерешительно заключает, что всё в порядке, и поворачивается, чтобы уйти.
Флаттершай видит Спайка, взлетает в воздух и восклицает: «Ах, малютка дракон!». Она толкает Искорку и говорит Спайку, что никогда раньше не видела маленьких драконов. Она льстит Спайку, но Искорка волшебным образом кладёт его себе на спину и начинает идти, а Флаттершай следует за ней и продолжает разговаривать со Спайком. Она представляется как Флаттершай и продолжает расспрашивать Спайка по пути в библиотеку, к большому разочарованию Искорки. Спайк говорит Флаттершай, что он родился из «яркого лилово-зелёного яйца».
К тому времени, когда все трое добираются до библиотеки, Спайк заканчивает рассказывать всю историю своей жизни, вплоть до прибытия в Понивилль. Искорка пытается уйти от Флаттершай, утверждая, что Спайку нужно поспать. Флаттершай хочет уложить его в кровать. Но Искорка грубо преграждает ей путь внутрь и желает спокойной ночи.
Внутри библиотеки кромешная тьма, и только Искорку и Спайка можно разглядеть чуть-чуть, их глаза всё ещё светятся, несмотря на темноту. Спайк жалуется на плохие манеры Искорки, а Искорка извиняется и объясняет, что ей нужно побыть одной, чтобы изучать Лунную пони, «без кучки пони, пытающихся подружиться». Она спрашивает, где свет, и когда он включается, вокруг неё появляются десятки пони, кричащих «Сюрприз!». Повсюду падают гирлянды и воздушные шары, а бумажная дуделка попавшая в лицо Искорки делает её ещё более отчаянной.
Личность: Флаттершай — жёлтая пегаска со светло-розовыми гривой и хвостом и знаком отличия в виде трёх розовых бабочек, она живёт со своим белым кроликом Энджелом, любит животных и живёт недалеко от Вечнозелёного леса.

#### Встреча с Пинки Пай
Розовая пони которую увидели Искорка и Спайк когда приехали в Понивилль представляется как Пинки Пай и говорит, что устроила вечеринку в честь Искорки. Она очень разговорчива, едва позволяет Искорке говорить, объясняя, что она кричала, когда увидела Искорку, потому что Пинки пришла в голову идея устроить вечеринку, когда она увидела её и поняла, что Искорка новенькая в городе. Искорка наливает себе напиток, который оказывается острым соусом, и комично вылетает из комнаты с горящей гривой. Пинки кладёт немного соуса на кекс перед едой, что другие заметили, но она утверждает, что это вкусно.
Личность: Пинки Пай — светло-розовая земная пони с ярко-розовыми гривой и хвостом и знаком отличия в виде трёх розовых воздушных шаров, она живёт в Сахарном уголке доме в форме кекса, который является магазином выпечки кексов, пирожных, мороженого и т. д. она самая весёлая, игривая и самая болтливая во всей Эквестрии!

#### Комната Искорки
Искорка лежит на кровати, расстроенная, смотрит на часы. Спайк входит в комнату и приглашает её поиграть в игру «приколи пони хвост». Она кричит на него, что пони сошли с ума, и Спайк объясняет, что это канун летнего праздника Солнца, и все пони должны бодрствовать, иначе они пропустят как принцесса поднимает Солнце. Он пытается её успокоить и уходит. Искорка насмешливо повторяет свою последнюю фразу. Легенда гласит: В четырёхтысячную ночь звёзды помогут Лунной пони бежать из заточения и тогда наступит вечная ночь. Искорка предполагает, что её отправили в Понивилль, потому что Принцесса Селестия могла подумать, что Лунная пони — просто старая сказка. В этот момент снова врывается Спайк и приглашает её посмотреть на восход солнца.

#### Возвращение Лунной пони
В мэрии Пинки Пай сталкивается со Спайком и Искоркой и продолжает рассказывать о том, как она взволнована. Флаттершай дирижирует птичьим хором, а мэр произносит короткую речь, объявляющую о начале празднования дня Солнца. Ближе к концу своей речи Искорка нервно наблюдает, как луна преображается. Мэр представляет принцессу Селестию, которая таинственным образом отсутствует. Рарити сообщает, что принцесса пропала, и Пинки Пай кричит, когда видит таинственный светящийся туман. Искорка узнает в пони, появляющемся из тумана, Лунная пони, из-за чего Спайк теряет сознание. Лунная пони обращается к толпе пони со словами:

Ха-ха-ха, я для вас недостаточно хороша? Вы меня не узнаёте?
Пинки Пай пытается угадать настоящее имя Лунной пони, произнося разные имена, на что Эпплджек засовывает ей в рот кекс, она также останавливает Радугу Дэш от нападения на Лунную пони. Лунная пони продолжает задавать вопросы Флаттершай и Рарити, на что Искорка отвечает на её вопрос:

Я читала. И я знаю, кто ты такая. Ты - Лунная пони! Лунная пони!
После того, как Искорка раскрывает настоящее имя Лунной пони, толпа шокирована, как и сама Лунная пони, говоря Искорке, что она впечатлена своими знаниями. Она спрашивает, знает ли Искорка, почему она здесь, но Искорка настолько поглощена страхом, что не может ответить. Лунная пони заявляет, что это будет последний день, а ночь будет длиться вечно. Она маниакально смеётся, когда её окружает сборище гроз, и Искорка понимает, что происходящее намного хуже, чем она думала.

### Часть вторая

#### Введение
Мэр приказывает королевской страже схватить Лунную пони по подозрению в похищении принцессы Селестии. Она отталкивает их молнией и превращается в пар, прежде чем раствориться в ночи. Радуга Дэш вырывается из копыт Эпплджек и гонится за Лунной пони, но та оказывается слишком быстрой для неё и исчезает. Радуга Дэш видит, как Искорка выбегает на улицу, и задаётся вопросом, что она делает.
В библиотеке Искорка укладывает Спайка в постель и начинает лихорадочно просматривать книжные полки в поисках информации об Элементах Гармонии. Прибывает Радуга Дэш и противостоит Сумеречной Искорке, обвиняя её в шпионаже, потому что она знает о Лунной пони. Эпплджек дёргает Радугу за хвост, чтобы предотвратить худшее. Пинки Пай, Рарити и Флаттершай слушают рассказ Искорки об Элементах Гармонии. Искорка признаётся, что не знает, что это за предметы, где их найти и для чего они нужны. Пинки быстро находит книгу об Элементах Гармонии, расположенную в алфавитном порядке, к большому смущению Искорки. Она читает книгу и называет пять известных элементов: доброта, смех, щедрость, честность и верность. Согласно книге, шестой элемент — загадка, а местонахождение пяти элементов — в «древнем замке сестёр-пони», расположенном в Вечнозелёном лесу. Шестёрка пони не подозревает, что Лунная пони шпионит за ними.

#### Элемент честности
Сумеречная Искорка просит пятерых пони отпустить её в лес одну, но Эпплджек говорит ей, что не позволит «своей подруге» идти в лес одной. Прогуливаясь по лесу, Эпплджек упоминает, что лес не является естественным и не «работает», как Эквестрия. Тем временем пурпурный туман просачивается в утёс под ними. Радуга Дэш пытается напугать пони, говоря им, что каждый кто входил в лес, так и не вернулся. Внезапно скала рушится, и пони падают.
Флаттершай и Радуга Дэш спасают Рэрити и Пинки Пай от падения, но Эпплджек и Искорка продолжают скатываться с очередной скалы. Эпплджек кусает корень, чтобы спастись, но Искорка скользит по краю. Увидев свою подругу в беде, Эпплджек отпускает корень, чтобы помочь Искорке, и необъяснимым образом говорит ей отпустить. Искорка шокирована этим, но Эпплджек обещает, что говорит чистую правду, и если она отпустит её, то будет спасена. Искорка падает со скалы, но Радуга Дэш и Флаттершай спасают её и уносят в безопасное место. Эпплджек спускается со скалы, а Лунная пони идёт к животному, которое рычит, когда достигает его.

Послушай меня, я говорю тебе только чистую правду. Отпусти меня и ты будешь спасена.— Эпплджек

#### Элемент доброты
Радуга Дэш с гордостью вспоминает, как они с Флаттершай спасли Искорку, когда вдруг разъярённая Мантикора преграждает путь. Рарити, Эпплджек и Радуга Дэш не могут противостоять Мантикоре. Флаттершай пытается сказать им остановиться. Когда все пони идут за ним, Флаттершай наконец повышает голос и останавливает их. Она осторожно приближается к Мантикоре, которая после минутного колебания показывает ей пурпурный шип, воткнутый в его лапу. Она вытаскивает его у него и завоёвывает расположение зверя, а шестёрка пони продолжает свое путешествие. Когда Искорка спрашивает как она узнала о шипе, Флаттершай отвечает, что она не знала, говоря:

Просто порой, все мы должны делиться своей добротой с окружающими.— Флаттершай

#### Элемент смеха
Извлечённый шип превращается в фиолетовый туман и проходит сквозь копыта пони, прежде чем просочиться в некоторые деревья. Луна и тьма окружают пони, которые теперь сталкиваются с чудовищно выглядящими деревьями, которые, кажется, рычат на них. Все они в ужасе и страхе, кроме Пинки Пай, к её большому удивлению. Она корчит рожи деревьям и смеётся.
Пинки Пай поёт «Песню смеха» (англ. Laughter Song), первый музыкальный номер в мультсериале, и показывает своим друзьям, как с помощью смеха побеждать свои страхи. Пони преодолевают свой страх и смеются, возвращая деревья в нормальное состояние. Заканчивая песню, они падают на землю и смеются.

Ты страху прикажи, пусть пакует чемоданы, он оставит вас в покое и не сможет напугать, нужно только страху в лицо захохотать. Ха-ха-ха. Ах. Смееейсяяяяяяя!— Пинки Пай

#### Элемент щедрости
Пони подходят к бурной реке. Пурпурный морской змей оплакивает потерю половины усов, отрезанных «облаком пурпурного дыма». Эпплджек и Радуга Дэш жалуются на ситуацию как на пустяковую, но Рарити впечатлена его внешностью и не может оставить без внимания усы в их нынешнем состоянии. Рарити удаляет одну из чешуек змеи, использует её, чтобы отрезать свой хвост, и прикрепляет свой магей к сломанной части его усов. Морской змей очень доволен и позволяет пони пересечь реку, обвиваясь вокруг своего тела, чтобы они могли делать шаги.

О, всё в порядке, дорогая. Короткие хвосты сейчас в моде, кроме того, он очень быстро вырастет.— Рарити

#### Элемент верности
Искорка видит сквозь туманный туман руины замка и бежит к ним, но чуть не падает с края обрыва. Они видят сломанный верёвочный мост, и Радуга Дэш летит вниз, чтобы поднять его и привязать к другой стороне. Когда она приземляется, слабый голос зовет её по имени, и из-под неё поднимается пурпурный туман. Голос говорит, что они ждали прибытия лучшего летуна Эквестрии. Шедоуболты, чьё имя и внешний вид похожи на Чудо-молний, предлагают Радуге Дэш должность капитана. Она соглашается и просит на мгновение привязать веревку к мосту, но Шедоуболты ставят ей ультиматум: они или её друзья. Искорка предупреждает Дэш игнорировать их, но один из Шедоуболтов покрывает их туманом, чтобы она могла её игнорировать. Дэш, наконец, даёт возможность отказаться от позиции, вежливо и привязывает веревку. Шедоуболты превращаются в фиолетовый туман и уходят. Дэш возвращается к своим друзьям с облегчением. Пони пересекают мост и продолжают свой путь, пока не достигают руин. Тем самым демонстрируя Радуге Дэш, что она не разочарует своих друзей.

Видишь? Я бы никогда не бросила друзей в беде.— Радуга Дэш

#### Последний элемент
Пони входят в руины замка и видят пять каменных сфер на пьедестале, которые, как предполагает Сумеречная Искорка, являются Элементами Гармонии. Дэш и Флаттершай летят за ними и бережно кладут к копытам Искорки. Пинки предупреждает, что их всего пять. Искорка объясняет, что когда присутствуют все пять, искра может заставить проявить себя шестой. Остальные пони выходят, чтобы дать Искорке немного сосредоточиться, поскольку она пытается использовать свою магию на сферах, но появляется пурпурный туман, и её затягивает вихрь. Искорка вскакивает и исчезает вместе с пурпурным туманом. Другие пони, прибывшие слишком поздно, чтобы спасти Искорку, видят яркие огни на другой башне. Тем временем Лунная пони и Искорка снова появляются в большой комнате со сферами, расположенными вокруг Лунной пони. Позже Искорка вступает в бой с Лунной пони.
Искорка пытается найти таинственную искру. Перед тем, как они вступают в бой, Искорка телепортируется и снова появляется вместе со сферами. Она пытается создать волшебную искру, но Лунная пони вступает перед ней, и сферы отталкивают Искорку искрами. На мгновение сферы светятся, что пугает Лунную пони, но затем они перестают работать, позволяя Лунной пони уничтожить их на земле. Лунная пони объявляет себя победительницей в битве.
Сумеречная Искорка слышит зов своих друзей, и что-то пробуждается внутри неё. Она уверенно заявляет, что духи Элементов Гармонии здесь. Остальные осколки сфер окружают каждую пони, и Искорка объясняет, почему они представляют элементы, упоминая действия друг друга во время путешествия.

Эпплджек, внушившая мне надежду, когда я засомневалась, воплощает дух честности. Флаттершай, которая смогла укротить Мантикора с сочувствием, воплощает дух доброты. Пинки Пай, которая взглянула в лицо своему страху и посмеялась над ним, воплощает дух смеха. Рарити, которая подбодрила расстроенного Змея и сделала ему хороший подарок, воплощает дух щедрости. А Радуга, которая не бросила своих друзей ради собственной выгоды, воплощает дух верности.— Сумеречная Искорка
Лунная пони возражает, говоря, что им не хватает шестого элемента, но Искорка говорит ей, что это искра другого типа, которая раскрывает шестой элемент.

Я почувствовала это в тот самый момент, когда я поняла, как я рада слышать вас и видеть. И насколько вы мне небезразличны. Эта искра вспыхнула, когда я осознала, что вы все мои друзья.— Сумеречная Искорка
После упоминания об этом выявляется шестой элемент гармонии.

Посмотри, Лунная пони, искра появляется в тот момент, когда искра возникает в сердце каждого из нас. Это и есть шестой элемент - магия.— Сумеречная Искорка
Светящийся волшебный шар появляется над пони, и фрагменты сфер пяти друзей собираются вместе, чтобы стать ожерельями из драгоценных камней, а сфера Искорки принимает форму короны. Сияние драгоценных камней и пони поднимается в воздух. Радуга в форме двойной спирали взрывается в небе и направляется к кричащей Лунной пони. Искорка открывает глаза и заливает комнату белым светом.
Как только свет гаснет, пони обнаруживают, что хвост Рарити восстановлен, и что у всех у них есть ожерелья, напоминающие их знак отличия. Эпплджек признаётся, что думала, что Искорка хотела чтобы обмануть Лунную пони, но теперь она признаёт, что они действительно представляют элементы дружбы.

#### Примирение
Когда восходит солнце, появляется принцесса Селестия и объясняет, что она знала, что у Искорки есть магия, способная победить Лунную пони, но она могла высвободить её, только позволив настоящей дружбе жить в своём сердце. Они видят маленькую пони-аликорна, которая когда-то была Лунной пони, и части её доспехов вокруг неё. Она носит тёмно-синюю корону, и имеет гриву более светлого оттенка фиолетового и синего. Узнав эту странную пони, Селестия подходит к ней и предлагает сестре дружбу, которая должна была быть у них всегда. Пони с удивлением реагируют на то, что Селестия называет Луну своей сестрой. Луна эмоционально принимает предложение Селестии, говоря ей, что очень скучает по ней. Счастливая снова увидеть свою сестру и получившая прощение за свои проступки, она со слезами на глазах обнимает Селестию при воссоединении. Сцена настолько прекрасна, что Пинки Пай вдруг преувеличенно начинает плакать, но потом внезапно останавливается и говорит:

Эй! Знаете, что всё это значит? Вечеринка!— Пинки Пай

#### Новая миссия Искорки
Вернувшись в Понивилль, Пинки устраивает весёлую вечеринку, чтобы отпраздновать воссоединение двух принцесс, но Искорка выглядит подавленной. Когда Селестия спрашивает, почему, Искорка говорит ей, что ей грустно от перспективы оставить своих новых друзей и вернуться домой, поэтому Селестия дает ей новую миссию:

Я, принцесса Селестия, приказываю единорогу Сумеречной Искорке тщательно изучить свою новую миссию для Эквестрии. Она должна продолжить изучение магии дружбы и ещё сообщать обо всех новостях из своего нового дома в Понивилле.— Принцесса Селестия
Искорка в восторге и клянётся учиться усерднее. Пони празднуют, и перед закрытием эпизода снова появляется Пинки Пай, упоминая о своем волнении по поводу того, что Искорка будет жить в Понивилле.

## Создание
Открытая сцена «Friendship Is Magic» представляет собой рисунки, похожие на сказочные. В эпизоде фигурирует морской змей, чья своеобразная причёска и выразительное лицо «отражают неожиданный юмор, который он придаёт сюжету». Мантикора, которую Линн Нэйлор изучала в различных воплощениях, предназначена для изображения глуповатой, но свирепой позиции; его острые крылья контрастируют с его круглыми волосами и строением тела. Лунная пони, идея Пола Рудиша, имеет анатомию, крылья и цветовую палитру, которые представляют её угрозу. Единственная песня этого эпизода, «Песня смеха» (англ. Laughter Song), в которой Пинки поёт, чтобы убедить своих друзей смеяться, а не бояться, была написана Дэниэлом Ингрэмом после того, как его предложили в качестве автора песен для шоу; он написал демо основанное на словах создателя мультсериала Лорен Фауст, что в конечном итоге обеспечило ему работу.

## Трансляция и приём
Первая часть эпизодов вышла в эфир 10 октября 2010 года на The Hub, а вторая вышла в эфир двенадцать дней спустя. Критики положительно оценили эпизоды. Шерилин Коннелли считала эти эпизоды «весёлой поездкой». Она похвалила кульминацию, заявив, что «эпизод[ы] ... слетают с рельсов в оргии странных спилберговских эффектов и философствования». Хотя она нашла сюжет предсказуемым, Николь Пуччи из The Mary Sue назвала эти эпизоды «отличной подготовкой для ролевой игры». В исследовании, проведённом бакалавром искусств Кристианом Валиенте и доктором философии Ксено Расмуссон, эти эпизоды рассматривались для оспаривания гендерных стереотипов; они сказали, что женщины занимают руководящие должности — например, Эпплджек управляет своей семьёй, а Радуга Дэш управляет погодой — и роли, которые являются первичными — и только два мужских персонажа говорят — и активны — а женщина-злодейка ведёт сюжет, а женщины-пони разрешают конфликт.

## Домашние медиа
В феврале 2012 года Shout! Factory выпустила DVD под названием «The Friendship Express» (с англ. — «Экспресс дружбы»), содержащий обе части «Магии дружбы» вместе с тремя другими эпизодами. Премьера также вошла в DVD первого сезона, выпущенный в декабре того же года.